# Parque Estadio Olaya Herrera
El Parque Estadio Olaya Herrera está situado en la ciudad de Bogotá, capital de Colombia. Tiene aforo para 2.500 espectadores y se destaca al recibir cada año el torneo de fútbol aficionado más tradicional de Colombia, el Torneo del Olaya. Actualmente es la sede temporal del Real Cundinamarca de la Categoría Primera B del fútbol profesional colombiano.
Anteriormente ya se habían disputado partidos oficiales de la Categoría Primera B habiendo ejerciendo en algún momento como local los equipos ya extintos de Academia Bogotana, Deportivo El Cóndor, y La Equidad,  ocasionalmente también llegaron a tener como sede el estadio los equipos de Chicó F. C. y Bogotá F. C. Además de impulsar el crecimiento del fútbol femenino.Desde enero de 2024 es el estadio temporal del Real Cundinamarca de la Segunda División del fútbol colombiano.
De julio a septiembre de 2024 fue sede provisional de los equipos Fortaleza CEIF, La Equidad, Tigres F.C. y Bogotá F.C. debido a las adecuaciones del Estadio Metropolitano de Techo para la Copa Mundial Femenina de Fútbol Sub-20 de 2024, siendo de paso la primera vez en la historia del escenario que se reciben partidos de la Primera División del Fútbol Profesional Colombiano. También hizo de local durante dos partidos Millonarios Fútbol Club Femenino en los Cuadrangulares semifinales de la Liga Femenina de Fútbol 2024 del fútbol colombiano.

## Ubicación
El escenario deportivo se ubica en la localidad de Rafael Uribe Uribe, al suroriente de la capital colombiana, aproximadamente a cuatro cuadras de la estación Olaya de TransMilenio.

## Historia

### Inicios del escenario deportivo
En los años 50 este escenario inicialmente era una cancha de potrero para los habitantes de los barrios Centenario y Olaya, pues era una parte deportiva en el que los habitantes de los dos barrios podían disfrutar para jugar al fútbol en aquella época.
Todo cambió en 1959 cuando los muchachos de la época comenzaron a pelear por la cancha y ahí surge la idea de dos señores muy importantes de los dos barrios, don Alberto Díaz del barrio Centenario, más conocido como el negro Genaro, y don Rafael Morales del barrio Olaya en crear un torneo llamado Copa Amistad del Sur (lo que hoy en día se conoce como el Torneo del Olaya) dando inicio el tercer domingo de diciembre de 1959. A partir de ahí la cancha comenzaría a ser utilizada para este torneo que con el paso de los años se volvería una tradición en Bogotá y de paso en los habitantes del sector.

### Cambio de la cancha de polvo a grama natural
En 1980 se le colocó el gramado natural a la cancha, inicialmente era cancha de tierra y polvo que también era del deleite de los habitantes del sector en aquella época, pero el IDRD decidió acabar con las polvoreadas y colocó pastizal para hacer de la cancha del Olaya un escenario acorde para el tradicional torneo de fin de año con grama natural y de paso un mejor semblante para la cancha.

### Primeras torres de iluminación e inicios de laPrimera B
Con el paso de los años los alcaldes de Bogotá fueron contemplando la idea de convertirlo en estadio; el 21 de enero de 1990 se inauguraron nuevas torres de iluminación al escenario, esto con el fin de tener partidos nocturnos en la cancha del Olaya. El partido que dio inauguración a las nuevas torres en ese momento fue durante la edición 30 del Torneo del Olaya entre Olaya Herrera - Cóndor y Centenario, de paso las torres de iluminación fueron inauguradas en ese momento por el alcalde y posteriormente Presidente de Colombia, Andrés Pastrana Arango.
En 1991 y con la creación de la Primera B Profesional, el escenario sirvió para acoger partidos profesionales, lo cual empezaría a tomar forma de estadio y cada vez más el escenario tomaría fuerza para partidos de esta índole; en este estadio oficiaron de local en los primeros años de la Primera B los equipos de Academia Bogotana y El Cóndor, aunque no siempre oficiaban de local en este escenario ya que jugaban la mayoría de sus partidos como local en la cancha de El Campincito.

### Llegada delChicó F.C.yLa Equidad
Posteriormente en el 2001 y con la creación del Bogotá Chicó Fútbol Club, nuevamente el escenario del Olaya volvía a recibir partidos de fútbol profesional, ahora con el equipo recién creado por el exjugador de Millonarios y América de Cali, Eduardo Pimentel oficiando de local en el Olaya; el equipo ajedrezado jugó de local durante sus primeras temporadas en este estadio desde el 2001 hasta el 2003, año en que lograrían el ascenso a la Primera División del fútbol colombiano pero no precisamente ascendieron en este escenario, pues las fases finales se fueron a jugarlas al Estadio Alfonso López Pumarejo de la Universidad Nacional de Colombia donde lograrían el ascenso y posteriormente jugaría sus partidos de local en la Primera División y tras clasificar a los cuadrangulares semifinales oficiarian de local en el Estadio El Campín.
En 2003 el equipo de La Equidad Seguros también ofició de local sus primeros años en el profesionalismo, pues también compartía la localía del escenario con el Bogotá Chicó cuando estaban peleando por el ascenso en ese momento; el equipo asegurador jugó en su escenario natural hasta el 2004, pues en ese momento sería retirado el cerramiento externo del escenario que impedía el control de ingreso a las graderías gracias a una querella que fue instaurada por la comunidad del sector y se dio la orden de retirar dicho cerramiento del estadio. Esa también sería la última vez que el Olaya recibió fútbol profesional en mucho tiempo, pues ante la ausencia del cerramiento se dejaron de recibir partidos profesionales y quedaría únicamente para uso de los partidos del tradicional Torneo del Olaya que se juega en los meses de diciembre y enero.

### Intentos por volver a tener fútbol profesional
El 16 de febrero de 2013 y después de nueve años el estadio del Olaya volvería a recibir un partido de fútbol profesional, concretamente de la Primera B 2013 en un partido entre Bogotá Fútbol Club y Atlético Bucaramanga correspondiente a la tercera fecha del Torneo Apertura de la Primera B de aquel año; esto debido a que el equipo del Bogotá Fútbol Club no pudo efectuar el préstamo del Estadio Metropolitano de Techo donde oficia de local, lo cual tuvieron que jugar dicho partido en la cancha del Olaya al no haber más escenarios de alternativa en ese momento.
En 2023 y después de diez años de haber recibido su último partido de fútbol profesional, nuevamente el escenario del Olaya volvía a recibir partidos de la Primera B, esta vez con los tres equipos de Bogotá jugando sus últimos partidos de la fase regular en el Olaya ante el préstamo del Estadio Metropolitano de Techo para la Copa Libertadores Femenina 2023; tanto Fortaleza CEIF, Tigres Fútbol Club y Bogotá Fútbol Club jugaron los últimos partidos de la fase regular del Torneo BetPlay en este escenario.

### Remodelaciones al estadio y llegada delReal Cundinamarca
Ante las remodelaciones hechas al estadio en 2023, el escenario del Olaya volverá a recibir partidos de fútbol profesional a partir del 2024 siendo ahora el tercer estadio de Bogotá detrás de los estadios El Campín y Techo, siendo ahora un estadio de gran alternativa en Bogotá para acoger partidos profesionales.
Las nuevas torres de iluminación fueron estrenadas el 16 de diciembre de 2023 en el partido correspondiente a la primera fecha del Torneo del Olaya 2023-2024 entre Plata Vinotinto y Oro vs Maracaneiros con la presencia de la directora del IDRD Blanca Inés Durán y el subdirector de parques Javier Suárez, estrenando los nuevos palcos del estadio, camerinos y salida tipo FIFA.
Desde enero de 2024 es el estadio temporal del Real Cundinamarca de la Segunda División del fútbol colombiano, pues a pesar de su cambio de sede a Bogotá siguen representando al departamento de Cundinamarca; se espera que para el segundo semestre del 2024 ya esté oficiando de local en el municipio de Mosquera donde será su sede definitiva.

### Primer partido de Liga Femenina y Primera División en la historia del escenario
El 30 de junio de 2024 se jugó el primer partido de Liga Femenina en el Olaya, cuando Millonarios Femenino recibió al Deportivo Cali Femenino con victoria 1-0 a favor del equipo azul por la cuarta fecha de los Cuadrangulares semifinales, cuatro días después (4 de julio) nuevamente el equipo embajador femenino jugaría ante Llaneros Femenino con triunfo por 3-1 por la quinta fecha, siendo la primera vez que se recibe Liga Profesional Femenina de Fútbol de Colombia en el estadio de la localidad de Rafael Uribe Uribe.
El 19 de julio de 2024 sería un hecho histórico para el escenario deportivo, ya que por primera vez en toda la historia del Estadio Olaya Herrera se recibió un partido de Primera División del Fútbol Colombiano ya que anteriormente desde 1991 sólo se habían jugado partidos de la Segunda División; el primer partido en la historia de la máxima categoría del fútbol colombiano en el Olaya sería entre Fortaleza CEIF y Deportes Tolima válido por la primera fecha del Torneo Finalización 2024 con resultado final de 1-1. Un hito inédito e histórico para el sector y el barrio en general ya que nunca antes el escenario había recibido un partido de esta índole, esto debido a las remodelaciones del Estadio Metropolitano de Techo para recibir el Mundial Femenino Sub-20 de 2024 a realizarse en Colombia.

## Reformas
En 2008 se realizó la renovación completa de las tres tribunas de occidental al constuirse seis cabinas y ponerse la cubierta. Posteriormente, en 2017 se puso silletería en las tribunas de occidental y en 2019 se completó la construcción de las demás tribunas en cemento.
Para 2023 el estadio fue reformado en su totalidad con nuevas luminarias para partidos nocturnos, camerinos para árbitros, camerinos para los jugadores, nuevos palcos, mesas de prensa y una sala de prensa; gracias a estas remodelaciones e intervenciones al estadio de parte del IDRD, el estadio recibió el visto bueno de la Dimayor para recibir partidos del fútbol profesional colombiano.
En junio de 2024 se colocó el cerramiento perimetral para controlar el acceso de público al estadio y de paso para seguridad de los visitantes al escenario deportivo, a diferencia del cerramiento hecho en muro que hubo en el escenario de 1996 a 2004 se colocó un cerramiento que no obstaculice la visibilidad de los asistentes para los partidos de primera y segunda división del fútbol colombiano.